# Vittring (sång)
Vittring är en poplåt skriven av Magnus Uggla och framförd av honom på albumet Vittring 1978. Han spelade också in den med text på engelska, då under titeln "Everything You Do".
Singeln "Vittring" placerade sig som bäst på 12:e plats på den svenska singellistan, men Magnus Uggla själv menade att den floppade .
Belgiske popartisten Plastic Bertrand gjorde en cover av låten, dock med en helt ny text på franska, "Rock'n'roll je te hais". Den återfinns på hans album "L' Album" från 1980. 

## Listplaceringar
| Lista (1978) | Position |
| ------------ | -------- |
| Sverige      | 12       |